# Niewkacz
Niewkacz – strunowy instrument muzyczny. Wywodzi się konstrukcyjnie od fidoli, lecz jest powiększony, ma 99 strun, większe pudło rezonansowe i szerszą skalę. 
Zaprojektowany został przez kompozytora Jana A.P. Kaczmarka i zbudowany w 1983 przez poznańskich lutników Stefana i Jakuba Niewczyków, stąd nazwa pochodzi od Niewczyk-Kaczmarek. Istnieje w jedynym egzemplarzu, używanym w latach 80. przez Jana Kaczmarka w niektórych nagraniach i na koncertach Orkiestry Ósmego Dnia.